# Apparizioni di Jaddico
In contrada Jaddico, presso Brindisi, all'altezza del km 46 della strada statale 379, sorge il santuario di Santa Maria Madre della Chiesa, inaugurato nel 1965 nel luogo dove, secondo la Chiesa cattolica, dal 1962 al 1963 si sono verificate delle apparizioni mariane a Teodoro D'Amici.

## La storia
Teodoro D'Amici, un vigile urbano brindisino di 50 anni, coniugato e padre di tre figli, nella notte tra l'11 e il 12 agosto 1962 sogna di sentire una voce femminile che lo invita a raggiungere un luogo fuori città, denominato contrada Jaddico, dove, su un muro fatiscente risalente a un'antica chiesa, è visibile uno sbiadito affresco della Madonna col Bambino. La voce, che il vigile attribuisce alla Madonna, lo invita a portarle a mezzanotte "ceri e fiori". 
Il sogno si ripete due volte e la sera del 14 agosto, accompagnato dall'amico Elvio Martinelli, Teodoro raggiunge contrada Jaddico avvicinandosi da solo al rudere, dove depone dei fiori e dei lumini, ritornando poi a casa. 
La sera del 20 agosto torna sul posto insieme alla moglie Giuseppina Cassano, deponendo altri fiori. Mentre accende di nuovo dei lumini, una luce intensa illumina il muro, rendendo brillante per alcuni minuti l'affresco della Vergine, alla quale Teodoro chiede di esporre la sua volontà, pronto a obbedirle. Il 27 agosto, a mezzanotte, si ripete il fenomeno del 20 agosto: sono presenti, oltre al D'Amici e alla moglie, i loro figli Teresa e Tonino, inoltre Elvio Martinelli con la moglie Maria Moretto, e i genitori di quest'ultima. Dal muro si irradia una luce intensissima che investe tutta la campagna circostante. Il 6 settembre Teodoro riceve in sogno l'esortazione della Madonna affinché venga edificato un santuario. La notte del 7 settembre 1962, mentre Teodoro è in preghiera con familiari e amici, sente dei rumori provenire da dietro al muro: si avvicina e, come riferisce, avviene la prima apparizione della Madonna. 
Il 5 novembre, come preannunciato in sogno il 17 ottobre, mentre Teodoro si trova in ginocchio davanti al muro che si è nuovamente illuminato, riceve dalla Madonna l'invito a cercare dell'acqua sorgiva, che viene effettivamente trovata il 21 novembre. Inizia il pellegrinaggio dei fedeli, e hanno inizio i lavori per l'edificazione del santuario. Il 27 maggio 1963, di fronte a circa settanta persone, avverrebbe l'ultima apparizione, annunciata stavolta da una ragazza sordomuta che esclama "Ecco la Madonna", indicando il quadro che si è illuminato. Nel 1965, per iniziativa di monsignor Nicola Margiotta, l'arcivescovo brindisino dell'epoca, il santuario appena sorto viene intitolato a Santa Maria Madre della Chiesa. A custodirlo giorno e notte sono i Carmelitani scalzi. 
L'approvazione ecclesiastica arriva però molto tempo dopo: monsignor Domenico Caliandro, arcivescovo di Brindisi-Ostuni, supportato da tre teologi, riesamina la vicenda, finché l'Arcidiocesi da lui guidata dirama, l'8 dicembre 2022, un comunicato stampa che afferma: "I fedeli di Brindisi possono riconoscere ora a tutti gli effetti di essere stati visitati dalla Beata Vergine Maria".